# イェジ・ブゼク
イェジ・ブゼク（ポーランド語: Jerzy Karol Buzek [ˈjɛʐɨ ˈbuzɛk] ( 音声ファイル), 1940年7月3日 - ）は、ポーランドの大学教授、政治家。現在はチェコ領となっている、ザオルジェ地方シュミウォヴィツェ出身。1997年から2001年まで同国（第三共和政）第9代首相。2004年6月13日の欧州議会議員選挙では最多得票を獲得して欧州議会議員に当選。2009年7月から2012年1月まで欧州議会議長を務めた。現代のポーランドで最も尊敬されている政治家の一人。

## 教歴
ブゼクはグリヴィツェのシロンスク工科大学構造エネルギー学科で化学工学を学び、1963年に卒業する。卒業後はポーランド科学アカデミー化学工学研究所の研究者となる。1997年から技術工学の教授となる。またソウルやドルトムントの大学から名誉博士の称号を受けている。
1997年から2001年にかけてポーランドの首相を務める。1998年にはグジェゴシ・パルカ賞を受賞、また欧州連合ビジネス会議フォーラムから European of the Year を、フプロスト誌から Człowiek rocka に選ばれている。
2001年の議会選挙で敗北すると、ブゼクはポーランド国内での政治活動から身を引き、学者としての活動に専念する（ただし、2004年に欧州議会議員に当選する）。チェンストホヴァにあるポーランド・アカデミーの副総長、オポーレ工科大学の構造工学部教授に就任する。

## 政歴
ブゼク一族は2つの世界大戦間の自由ポーランドの20年間の時代から、ポーランド政治においてよく知られた一家である。ブゼク一族は、現在はチェコ領のシロンスク・チェシンスキにあるザオルジェ地方の出身である。またブゼク自身はプロテスタント（ルーテル教会）である。
1980年代、ブゼクは民主化を求めて反共主義運動に身を投じ、共産主義政権下のポーランドにおいて「連帯」に参加して政治運動を続けた。ブゼクはまた地方や全国規模での労働組合の地下活動を組織する。「連帯」の活動が合法化されると、ブゼクは第1回と第4回から第6回の「連帯」の全国大会の議長を務める。
ブゼクは「連帯」選挙行動の執行部役員を務め、「連帯」が作成した経済計画を共同で起草した。1997年の選挙でブゼクはセイムの議員に当選し、直後に首相に就任する。1999年には「連帯」社会運動の議長に、また2001年には「連帯」選挙行動の議長に就任する。

### ブゼク政権
1997年から2001年にかけてブゼクはポーランドの首相を務める。このとき「連帯」選挙行動の自由連合という、ポーランド初の右派・中道政党による連立政権となる。ブゼク政権は、ポーランドの新しい地方自治と行政区分の設定（49県から16県への「県合併」など）、年金制度改革、教育制度改革、医療制度改革という4つの大きな政治・経済改革を成し遂げている。
2000年6月、自由連合の政権離脱により過半数を失ったが、野党は後継の首相を擁立することができず（建設的不信任）、2001年の任期満了まで首相を務めた。

### 欧州議会議員
2004年6月13日、ブゼクはシロンスク県選挙区から立候補して欧州議会議員に当選する。このときブゼクは知名度と有権者と直接接する選挙運動を展開し、ポスターを1枚も作製しなかった。この選挙でのブゼクの得票はポーランド全体でも最多の173,389票であり、これはシロンスク県選挙区での合計投票数の22.14%に上った。
ブゼクは欧州人民党に参加している市民プラットフォームに所属し、欧州議会では産業・研究・エネルギー委員会の委員を務めた。
ブゼクはその後、環境・公衆衛生・食品安全委員会にも所属し、欧州連合・ウクライナ議会協力会議の代表団に加わる。また中央アメリカ諸国友好議員団にも参加する。
2009年6月7日、ブゼクは欧州議会議員選挙でふたたびシロンスク県選挙区から立候補して当選する。前回の選挙同様、国内最多得票となる393,117票（選挙区内の合計投票数の42%超）を集めた。
2009年7月14日に新欧州議会が招集され、その冒頭でブゼクは欧州統一左派・北方緑の左派同盟のエヴァ＝ブリット・スヴェンソンを555対89で破り、欧州議会議長に選出された。